# Route der Industriekultur – Oberhausen: Industrie macht Stadt

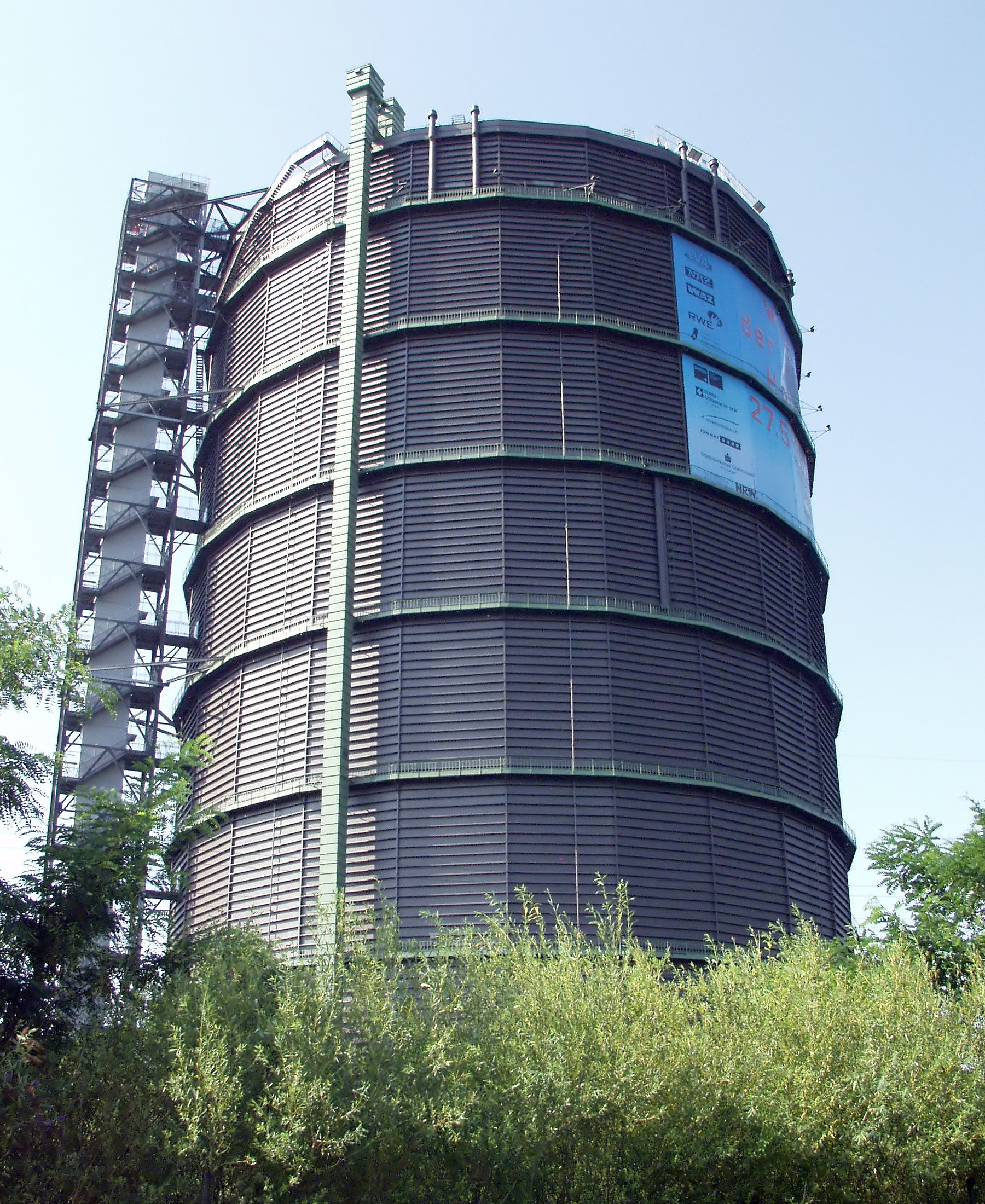
Das Wahrzeichen Oberhausens: Der Gasometer

Oberhausen: Industrie macht Stadt ist der Name der vierten Themenstrecke der Route der Industriekultur. 
Oberhausen ist eine der neuen Städte im Ruhrgebiet, im Zentrum befindet sich Oberhausen Hauptbahnhof. Die Bahnstrecke der Köln-Mindener Eisenbahn-Gesellschaft war maßgeblich daran beteiligt, Unternehmen anzusiedeln. Die Stadt wuchs nicht zuletzt durch die St.-Antony-Hütte, die die erste Eisenhütte im Ruhrgebiet war. Sie ging später in der Gutehoffnungshütte (GHH) auf, welche heute ein Ankerpunkt auf der Route der Industriekultur ist. Die Siedlung Eisenheim als älteste erhaltene Arbeitersiedlung und die Siedlung „Am Grafenbusch“ für die leitenden Angestellten lassen nachvollziehen wie die Menschen damals wohnten. Der Kampf in den 1970er Jahren für den Erhalt der Arbeitersiedlung war Vorbild für viele andere Bürgerinitiativen.
Architektonische Höhepunkte sind das ehemalige Werksgasthaus und das Hauptlagerhaus der GHH, beide heute integriert und umgestaltet für moderne Nutzung. Als Veranstaltungsort stechen sowohl technische Bauwerke (wie der Gasometer) als auch historische (wie das Schloss Oberhausen) hervor. Industriekultur findet sich in Landschaftsbauwerken wie Halden und Brachen.

## Haltepunkte

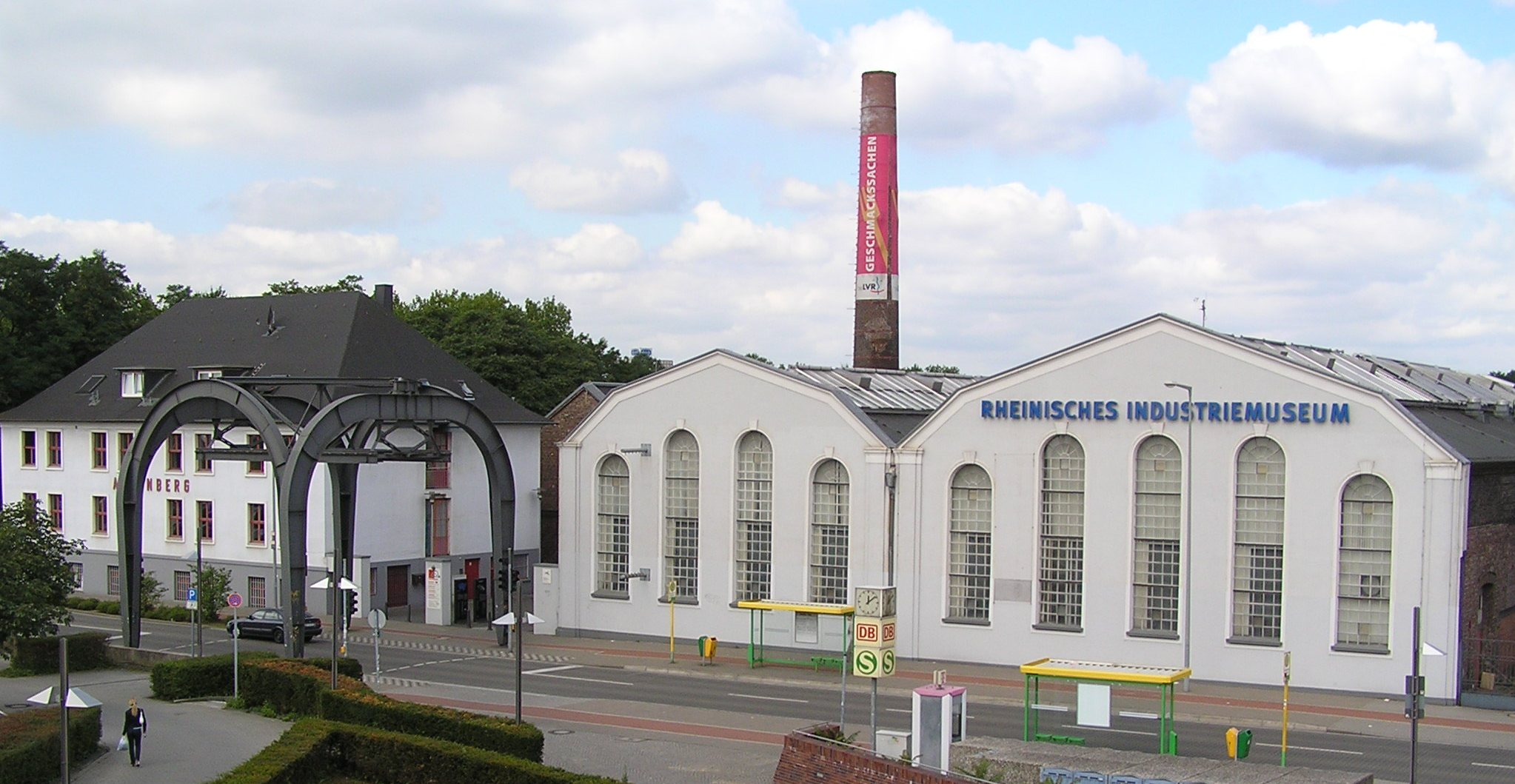
Zinkfabrik Altenberg, heute Rheinisches Industriemuseum

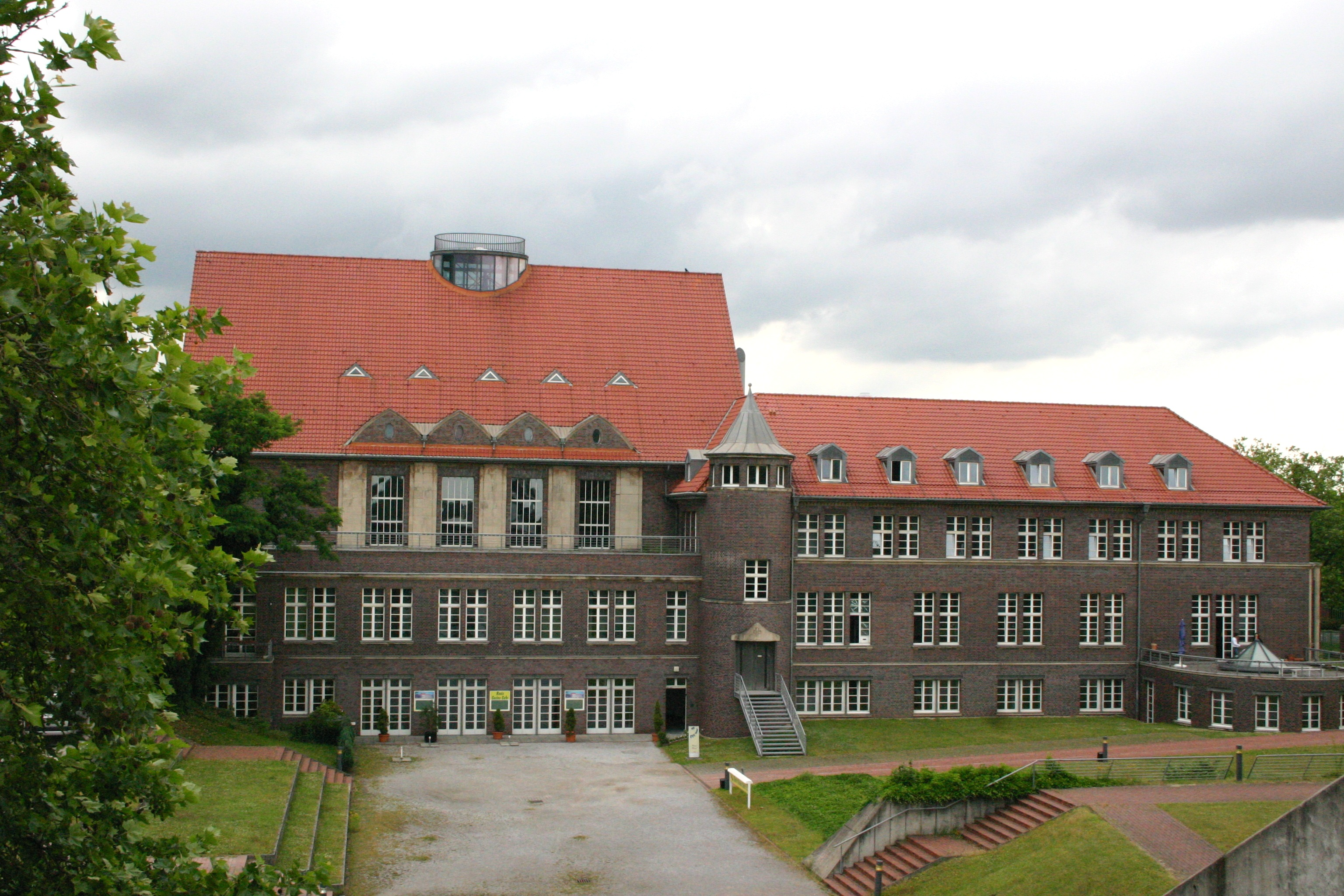
Werksgasthaus der GHH

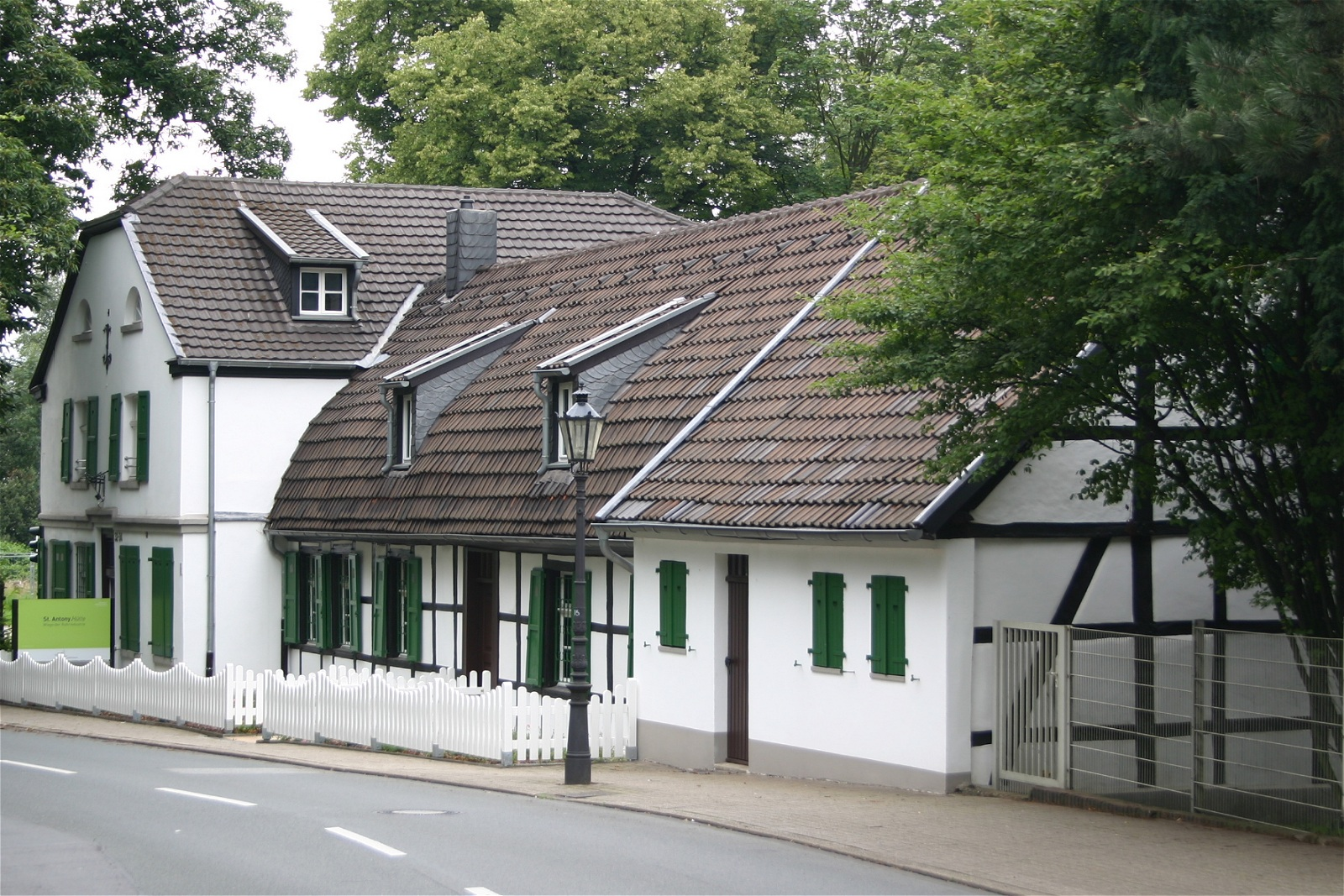
Museum St.-Antony-Hütte

Der Regionalverband Ruhr überarbeitet in regelmäßigen Abständen seine Routen, die Änderungen sind in kursiv dargestellt.
- Zinkfabrik Altenberg (neu ab 2022), Standort des LVR-Industriemuseum Oberhausen mit Dauerausstellung Schwerindustrie direkt am Hauptbahnhof Oberhausen
- Siedlung Gustavstraße
- Hauptbahnhof Oberhausen
- Altmarkt
- Bert-Brecht-Haus
- Friedensplatz Oberhausen
- Rathaus Oberhausen und Grillopark
- Direktorenvilla der Zeche Concordia
- Ebertplatz
- Knappenhalde
- Zeche Oberhausen
- Siedlung Ripshorster Straße
- Hauptlagerhaus der Gutehoffnungshütte
- Turbinenhalle
- Gusseiserner Eingangsbogen der Gutehoffnungshütte
- Werksgasthaus der Gutehoffnungshütte
- Hauptverwaltung der Gutehoffnungshütte
- Wasserturm
- Gasometer Oberhausen
- Siedlung Grafenbusch
- Ludwiggalerie Schloss Oberhausen
- Westfriedhof Lirich
- Rhein-Herne-Kanal und Schleuse Oberhausen
- Zeche Concordia, Schacht 6 mit dem Theater an der Niebuhrg (neu ab 2022)
- Zeche Osterfeld
- Siedlung Eisenheim
- Johanniter-Krankenhaus Sterkrade
- Friedenskirche Sterkrade
- Siedlung Stemmersberg
- HOAG-Trasse
- Zeche Sterkrade
- Siedlung Dunkelschlag
- Ruhrchemie
- Baumeister Mühle
- Zeche Osterfeld, Schacht IV
- St.-Antony-Hütte
- Halde Haniel
- Revierpark Vonderort
- Siedlung Vondern
- Brache Vondern
- Emscher-Klärpark
- Haus Ripshorst

Symbole der Route der Industriekultur: Besucherzentrum  Ankerpunkt  Panorama  Siedlung .
2022 wurde die Station LVR-Industriemuseum Oberhausen  durch die Zinkfabrik Altenberg ersetzt. Die im Jahre 2011 neu eingefügten Stationen Kaisergarten und Rehberger-Brücke entfielen ab 2022. 